# Samarșciîna, Kobeleakî
Samarșciîna (în ucraineană Самарщина) este un sat în comuna Brodșciîna din raionul Kobeleakî, regiunea Poltava, Ucraina.

## Demografie
Componența lingvistică a localității Samarșciîna
     Ucraineană (97,56%)
     Rusă (2,03%)
     Alte limbi (0,41%)
Conform recensământului din 2001, majoritatea populației localității Samarșciîna era vorbitoare de ucraineană (97,56%), existând în minoritate și vorbitori de rusă (2,03%).